# نوپسرها اونیویتیکولیس
نوپسرها اونیویتیکولیس یک گونه سوسک از خانوادهٔ سوسک‌های شاخک‌دراز است. استفان فون برونینگ در سال ۱۹۵۸ این گونه را توصیف و بررسی کرد. این گونه در کشور اوگاندا یافت شده است.